# Protokoll von Madrid (1885)
Das im Jahr 1885 unterzeichnete Protokoll von Madrid ist ein Abkommen zwischen Großbritannien, Deutschland und Spanien, das sowohl die Hoheitsrechte Spaniens über den Sulu-Archipel und die Grenzen der spanischen Einflusssphäre in der Region festschrieb als auch den unterzeichnenden Parteien freien Handel und Schiffahrtsverkehr innerhalb des Sulu-Archipels und Nordborneo garantierte. 

## Geschichte
Der Unterzeichnung des Abkommens waren Verhandlungen in London und Berlin vorausgegangen, die in den Jahren 1881 und 1882 von Abgesandten des Spanischen Königs an den Höfen von England und Deutschland geleitet worden waren.
Die Unterzeichnung des Vertrags fand am 7. März 1885 am Spanischen Hof in Madrid statt. Unterzeichner des Vertrags waren
- Sir Robert D. B. Morier, außerordentlicher Gesandter und Ministre plénipotentiaire der Britischen Königin,
- Don Jose Elduayen, Marquis del Pazo de la Merced, Staatsminister des Spanischen Königs und
- Graf Eberhard zu Solms-Sonnenwalde, außerordentlicher Gesandter und Ministre plénipotentiaire des Deutschen Kaisers.

## Kernpunkte des Abkommens
In Artikel I erkennen Großbritannien und das Deutsche Reich die Hoheitsrechte Spaniens über die von Spanien bereits besetzten Gebiete der Region sowie über den Sulu-Archipel an. Die genaue Definition des Sulu-Archipels erfolgt in Artikel II unter Bezug auf das zwischen dem Sultan von Sulu und der spanischen Regierung geschlossene Abkommen vom 23. September 1836.
In Artikel III des Abkommens verzichtete Spanien zugunsten von Großbritannien auf alle Ansprüche auf Nordborneo, die in der Vergangenheit dem Sultanat zuzurechnen waren:

“The Spanish Government renounces, as far as regards the British Government, all claims of sovereignty over the territories of the continent of Borneo, which belong, or which have belonged in the past to the Sultan of Sulu (Jolo), and which comprise the neighbouring islands of Balambangan, Banguey, and Malawali, as well as all those comprised within a zone of three maritime leagues from the coast, and which form part of the territories administered by the Company styled the ‘British North Borneo Company’.”

„Die Spanische Regierung verzichtet, soweit es die Britische Regierung betrifft, auf alle Hoheitsansprüche über die Territorien auf Borneo, die dem Sultan von Sulu (Jolo) gehören oder in der Vergangenheit gehört haben und die die benachbarten Inseln Balambang, Banguey und Malawali einschliessen und die einen Teil des Gebiets bilden, das von der als ‚Britisch North Borneo Company‘ bezeichneten Gesellschaft verwaltet wurde.“

In Artikel IV des Abkommens garantiert die Spanische Regierung den unterzeichnenden Parteien freien Handel und Schiffahrtsverkehr innerhalb des Sulu-Archipels.
In Artikel V des Abkommens garantiert Großbritannien den unterzeichnenden Parteien freien Handel und Schiffahrtsverkehr innerhalb der von der North Borneo Chartered Company verwalteten Territorien Nordborneos.
Artikel VI legt fest, dass das Abkommen 15 Tage nach seiner Unterzeichnung in Kraft tritt, falls keine der unterzeichnenden Parteien vom Vertrag zurücktritt.